# Helikopter-Streichquartett

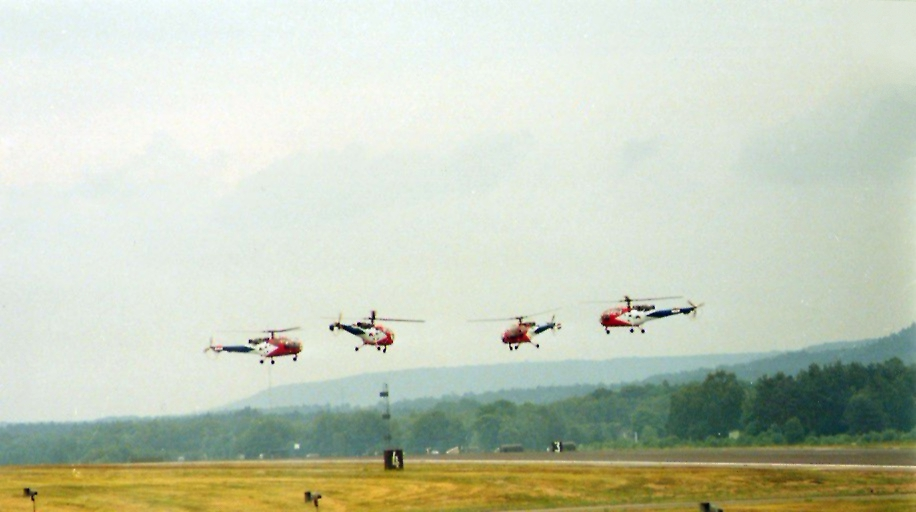
Les quatre hélicoptères Alouette III utilisés pour la création de l'œuvre (ici en 1984).

Helikopter-Streichquartett (Quatuor à cordes hélicoptère) est une œuvre de Karlheinz Stockhausen qui nécessite un quatuor à cordes, quatre hélicoptères et leurs pilotes, ainsi qu'un équipement audio et vidéo et des techniciens. Il a été créé et enregistré le 26 juin 1995 au Holland Festival par le quatuor Arditti et quatre hélicoptères Alouette III de l'armée de l'air néerlandaise. Œuvre à part entière, c'est aussi la troisième scène de l'opéra Mittwoch (en) du cycle Licht.

## Histoire
L'œuvre a été commandée par Hans Landesmann (de) pour le Festival de Salzbourg au début de 1991. Peu intéressé par l'écriture d'un quatuor à cordes, Stockhausen ne s'y est consacré qu'après avoir rêvé que les musiciens se trouvaient dans quatre hélicoptères. Il a composé l'œuvre en 1992-1993. Malgré le soutien de Gerard Mortier et du Quatuor Arditti, celle-ci n'a pas pu être créée comme prévu en Autriche en 1994.
Elle a finalement été créée à la Westergasfabriek d'Amsterdam le 26 juin 1995, dans le cadre du Holland Festival. Après les trois représentations, Stockhausen a rallongé la pièce d'environ 3 minutes, portant sa durée totale à 32 minutes.
L'œuvre a ensuite été assez régulièrement jouée. Elle a été utilisée par Angelin Preljocaj comme support musical de son ballet de danse contemporaine, Helikopter, en 2001.

### Sources
- Paul Dirmeikis, Le Souffle du temps: Quodlibet pour Karlheinz Stockhausen, La Seyne-sur-Mer, Éditions Telo Martius, 1999 (ISBN 2-905023-37-6)

- Karlheinz Stockhausen, "Helikopter-Streichquartett". Grand Street 14, no. 4 (Spring, "Grand Street 56: Dreams"), 1996 (ISBN 1-885490-07-0)

- Karlheinz Stockhausen, “Helikopter-Streichquartett: Eine 8-Spur-Tonbandaufführung mit Erläuterungen.” In Internationales Stockhausen-Symposion 2000: LICHT. Musikwissenschaftliches Institut der Universität zu Köln, 19. bis 22. Oktober 2000. Tagungsbericht. Edited by Imke Misch and Christoph von Blumröder, 89–114., Münster, Berlin, London, LIT-Verlag, 2004

- (en) Cet article est partiellement ou en totalité issu de l’article de Wikipédia en anglais intitulé « Helikopter-Streichquartett » (voir la liste des auteurs).